# Pepita Escandell
Josefina Escandell Bonet, conocida como Pepita Escandell (Ibiza, 23 de marzo de 1920-1 de agosto de 2014) es una dramaturga, profesora y cantante española en lengua catalana. Está considerada la matriarca del teatro de Ibiza.

## Biografía
Josefina Escandell Bonet nació en la ciudad de Ibiza el 23 de marzo de 1920. Sus padres fundaron y regentaron en la misma casa donde nació el Hotel España en la zona del puerto de Ibiza. Cursó los estudios primarios en el colegio de la Consolación y ahí empezó a dar muestra de habilidades musicales, lo que la llevó a iniciar estudios de piano y cantó. También muy pronto, a los seis años, empezó a evidenciar su gusto por el teatro, participando en representaciones organizadas por las monjas.
Sus estudios musicales iniciales fueron bajo la supervisión del maestro Victorí Planells, aunque en un primer momento no pensó en seguir esa línea: empezó a prepararse para entrar en Correos, pero en 1943 cambió de rumbo profesional y se incorporó al Conservatorio Superior de Música del Liceo de Barcelona, donde estudió durante nueve años canto y piano. Coincidió en múltiples asignaturas con Montserrat Caballé, una anécdota a la que en múltiples ocasiones restó importancia.
Finalmente, consiguió el título de profesora de piano en 1953. Como soprano, participó en múltiples conciertos y zarzuelas en el ámbito catalán, aunque finalmente regresó a Ibiza por cuestiones familiares. Allí continuó participando en la vida musical, actuando en el teatro Pereira y en la Coral Santa Cecilia. También desarrolló su actividad docente como profesora de canto de las sopranos Lina Cardona y Teresa Verdera, entre otras.
Su interés por la educación la llevó a estudiar magisterio en la Escuela de Magisterio de Palma y obtener finalmente el título de docente por la Escuela Normal de Magisterio de Alicante en el año 1956. Trabajó en múltiples colegios, casi todos ellos en la isla de Ibiza (así como en Barcelona), hasta 1985, año en el que se jubiló. De forma paralela a la actividad docente comenzó su trayectoria teatral: empezó como actriz en la compañía Societat Ebusus, que fundó Alexandre Villangómez, hermano del poeta Marià Vilangómez. La compañía representó en la isla obras de autores contemporáneos, como Alejandro Casona, Miguel Mihura o Buero Vallejo, entre otros.
En los años 80 inició su trayectoria como autora teatral: escribió obras costumbristas de tipo cómico que reflejan lingüísticamente las características del dialecto ibicenco, así como muchos elementos característicos de la vida insular. Aunque varios de sus textos se publicaron dentro de revistas literarias y culturales, como Es Vedrà i es Vedranell (revista publicada entre 1983 y 1987), y se habían representado con éxito en la isla, las ediciones en libro de sus textos no llegaron hasta los años 90, cuando la editorial Mediterrànica-Eivissa, en colaboración con el Consejo Insular de Ibiza y Formentera, publicaron Ses frasquites, Pagesos i senyors, Contrabando i novena, y Els bons costums, todas ellas impresas entre 1998 y 1999. Una antología con toda su producción teatral se publicó en el año 2007, incluyendo textos no impresos hasta entonces, como Es tio de l´Havana, S0oli de ratolí, Un miracle amb coua, Un home desmemoriat, Moros a la costa, etc. 
Aunque en líneas generales no puso especial énfasis en su narrativa, con relatos aparecidos en diferentes revistas y otras publicaciones periódicas, se preparó una antología a cargo de Jean Serra titulada Narracions breus, aparecida en 2007.
Falleció el 23 de enero de 2014 en la residencia de ancianos Sa Residència, en Ibiza.

## Premios y reconocimientos
- 2006: Homenaje de la Associació d'Escriptores en Llengua Catalana (Asociación de Escritores en Lengua Catalana)[12]
- 2009: Premio Illes Pitiüses por su trayectoria artística[13]
- 2014: Medalla de oro de la Ciudad de Ibiza (a título póstumo)[14]

## Listado de publicaciones

### Obras de teatro
- Teatre de sempre (ed. Jean Serra, Comunidad Autónoma de las Islas Baleares, 2007)
- Ses frasquites (Ed. Mediterrània-Consejo de Ibiza y Formentera, 1999)
- Pagesos i senyors (Ed. Mediterrània-Consejo Insular de Ibiza y Formentera, 1998)
- Contrabando i novena + Els bons costums (Ed. Mediterrània-Consejo de Ibiza y Formentera, 1998)

### Narrativa
- Narracions breus (ed. e intr. Jean Serra, Consejo Insular de Ibiza y Formentera, 2007)